# Софія Гейден
Софія Гейден (17 жовтня 1868 — 3 лютого 1953) — американська архітекторка й перша жінка, яка закінчила чотирирічну програму з архітектури в Массачусетському технологічному інституті.

## Життя

### Раннє життя
Софія Грегорія Гейден народилася в Сантьяго, Чилі. Її мати, Елезена Фернандес, була з Чилі, а батько, Джордж Генрі Гейден, був американським дантистом із Бостона. Гейден мала сестру і двох братів. Коли їй було шість років, її відправили на Ямайку-Плейн, околиці Бостона, до дідуся та бабусі по батьківській лінії, Джорджа та Софії Гейден, і вона відвідувала школу Hillside. Навчаючись у середній школі Вест-Роксбері (1883—1886), вона виявила інтерес до архітектури. Після закінчення школи сім'я Гейден переїхала в Ричмонд, штат Вірджинія, але вона повернулася до Бостона, щоб вступити в коледж.:94 1890 року вона з відзнакою закінчила Массачусетський технологічний інститут у галузі архітектури.

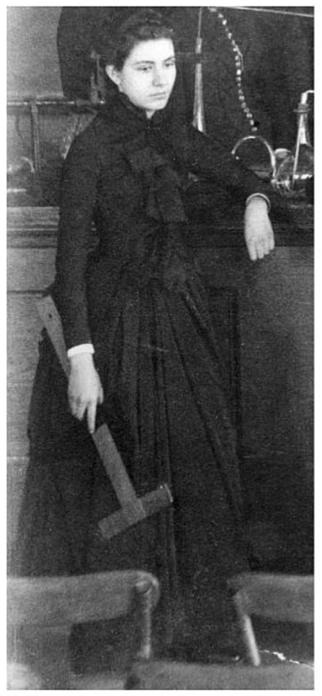
Фотографія Софії Гейден 1888 року, коли вона була студенткою архітектури в Массачусетському технологічному інституті

### Освіта
Гейден ділила кімнату для креслення з Лоїс Ліллі Хоу, колегою-архітекторкою Массачусетського технологічного інституту. На роботу Гейден вплинув професор Массачусетського технологічного інституту Ежен Летанг.
Після завершення навчання Гейден було важко знайти першу роботу в галузі архітектури, оскільки вона була жінкою, тож вона погодилася на посаду вчительки механічного малювання в Бостонській середній школі.

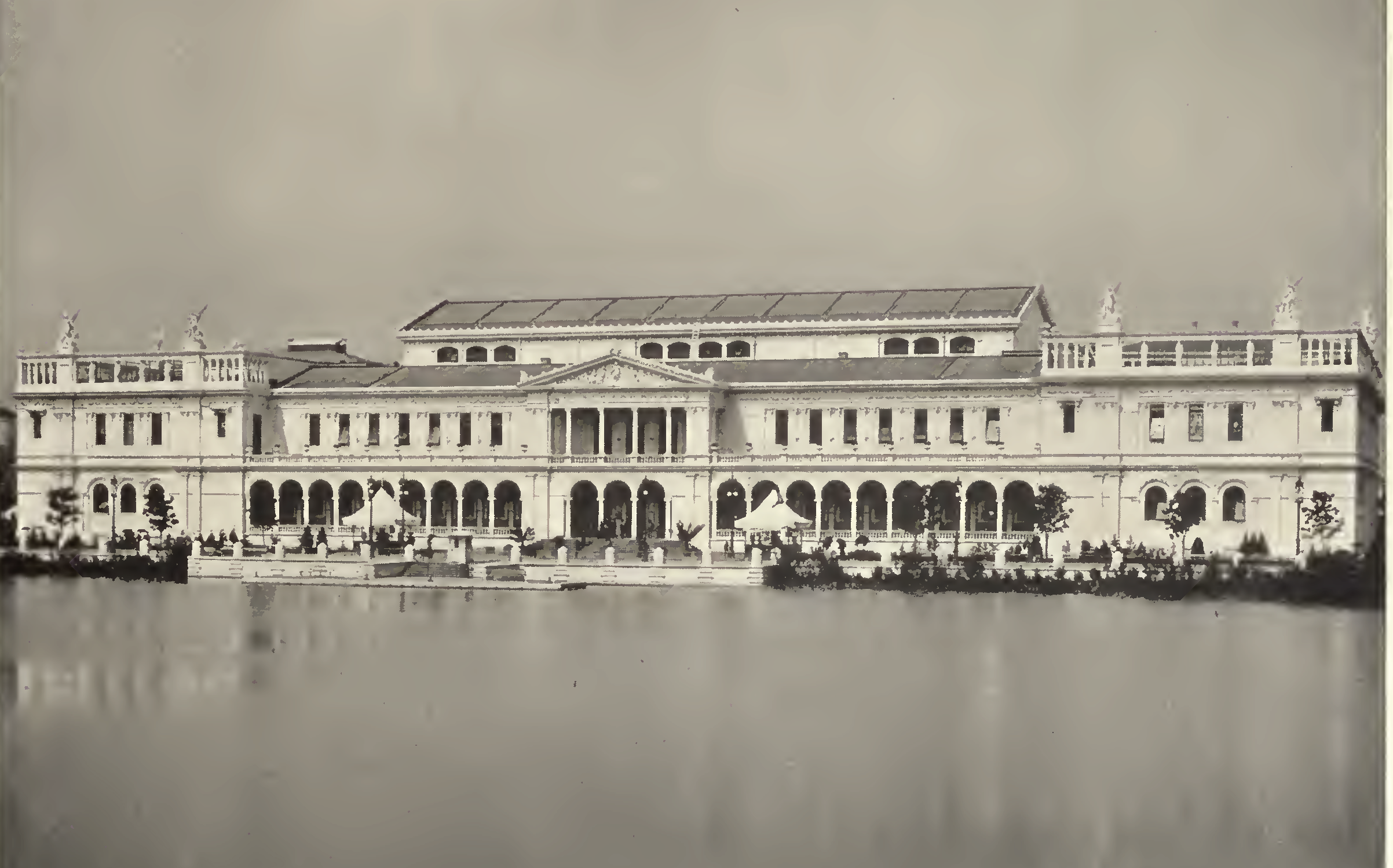
Жіночий корпус. Всесвітня колумбійська виставка (1892 р: Чикаго, штат Іллінойс.).

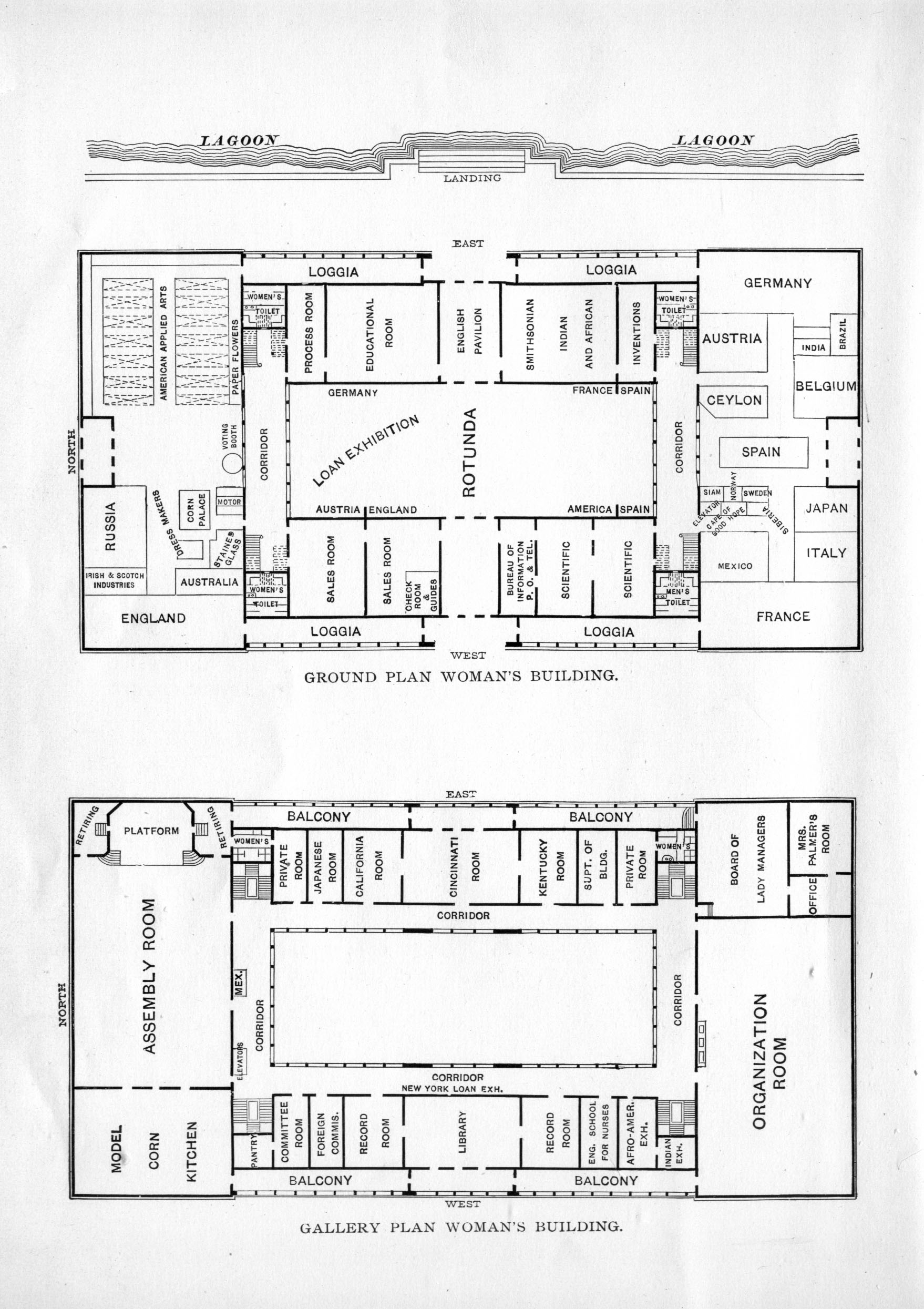
План землі та план галереї Жіночого будинку

### Кар'єра

#### Всесвітня колумбійська виставка
Софія найбільш відома тим, що у 21 рік спроєктувала Жіночий будинок на Всесвітній Колумбійській виставці в 1893 році. Жіночий будинок був найвідомішим національним конкурсом дизайну для жінок того часу. Гейден базувала свій дизайн на своєму дипломному проєкті «Музей образотворчих мистецтв епохи Відродження», грандіозній двоповерховій споруді з центральним і заднім павільйонами, кількома арками, терасами з колонами та іншими класичними елементами, що відображає її навчання в стилі боз-ар.
Робота Гейден отримала перше місце серед тринадцяти конкурсних робіт, надісланих кваліфікованими жінками-архітекторками:94. Вона отримала лише 1 000 доларів за дизайн, тоді як деякі чоловіки-архітектори заробляли по 10 000 доларів за подібні будівлі.
Під час будівництва план Гейден постійно піддавався безперервним змінам, яких вимагав будівельний комітет, очолюваний світською левицею Бертою Палмер, яка зрештою звільнила Гейден. Гейден з'явилася на інавгураційному святкуванні та опублікувала звіти про підтримку своїх колег-архітекторів.
Зрештою її розчарування вважали символом непридатності жінок для нагляду за будівництвом, хоча багато архітекторів співчували їй та намагалися її захистити. Пізніше конфлікт був залагоджений, і будівля Гейден отримала нагороду за «делікатність стилю, художній смак, а також привітність і елегантність інтер'єру». За рік-два практично всі будівлі Ярмарку були зруйновані. Розчарована тим, як із нею поводилися, Гейден, можливо, вирішила піти з архітектури, вона більше не працювала архітекторкою.

#### Вихід на пенсію
1900 року Софія Гейден одружилася з художником-портретистом, а згодом дизайнером інтер'єрів Вільямом Блекстоуном Беннеттом у Вінтропі, штат Массачусетс. Падчерка, Дженні «Мінні» Мей Беннетт, була від його попереднього шлюбу. Дітей у пари не було. Вільям помер від запалення легенів 11 квітня 1909 року.
Гейден спроєктувала меморіал для жіночих клубів у США в 1894 році, але його так і не побудували. Вона роками працювала художницею і жила тихим життям у Вінтропі, штат Массачусетс. Софія Гейден померла у Вінтропському подружньому будинку престарілих у 1953 році від пневмонії після перенесеного інсульту.

## У масовій культурі
- Софія Гайден згадується в романі Еріка Ларсона «Диявол у Білому місті» 2003 року.
- Софію Гейден грає Кетрін Каннінгем в одинадцятому епізоді першого сезону серіалу «Поза часом» (2017), хоча вона не зупинялася в готелі Генрі Говарда Холмса.

## Твори чи публікації
- «Автореферат дисертації: Софія Г. Гейден, 1890 р.» Технологічний архітектурний огляд 3 (31 вересня 1890 р.): 28,30.
- «Будівля жінки». У книзі Ренда Макнеллі та компанії «Тиждень на ярмарку», 180. Чикаго: Ренд МакНеллі, 1893.